# Congregación Emanu-El de Nueva York
El Templo Emanu-El de Nueva York (en inglés, Congregation Emanu-El of New York) fue la primera congregación perteneciente al judaísmo reformista en instalarse en la ciudad de Nueva York y, debido a su tamaño e importancia, se considera una referencia fundamental en la rama reformista del judaísmo desde su fundación en 1845. 
Su edificio sobre la Quinta Avenida, de estilo neorrománico, es apreciado como la mayor sinagoga del mundo, además de considerarse una de las más hermosas. Es un poco mayor que la Gran Sinagoga de Budapest, la mayor de Eurasia.
El nombre Emanu-El procede del hebreo y significa "Dios con nosotros".
La congregación aglutina a unas tres mil familias y es dirigida por el rabino Dr. David M. Posner. Su sede es en 1 East 65th Street, en el Upper East Side de Manhattan.

## Historia
La Congregación fue fundada por 33 judíos, principalmente alemanes, que comenzaron a reunirse para celebrar sus servicios religiosos en abril de 1845 en un local alquilado entre las calles Grand y Clinton Lower East Side de Manhattan.  

## Miembros destacados
- Herbert H. Lehman
- Eliot Spitzer
- Joan Rivers
- Michael Bloomberg

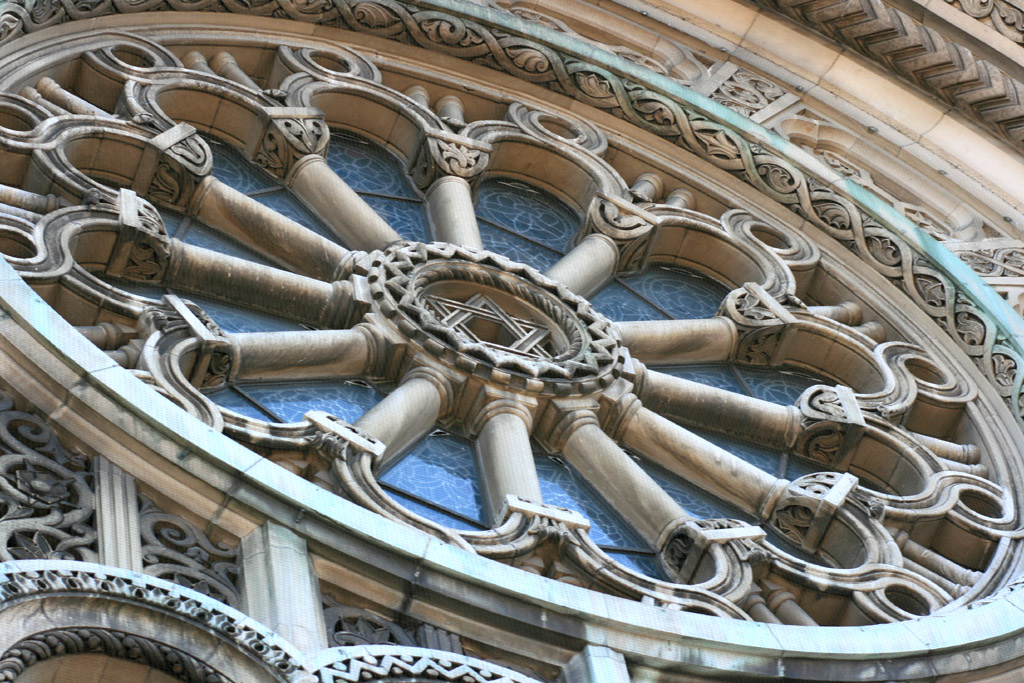
Rosetón de la sinagoga.

En la ficción, esta sinagoga fue el sitio donde se celebró el bar mitzvah de Benjamin Grimm.